# Frans Duquesnoy

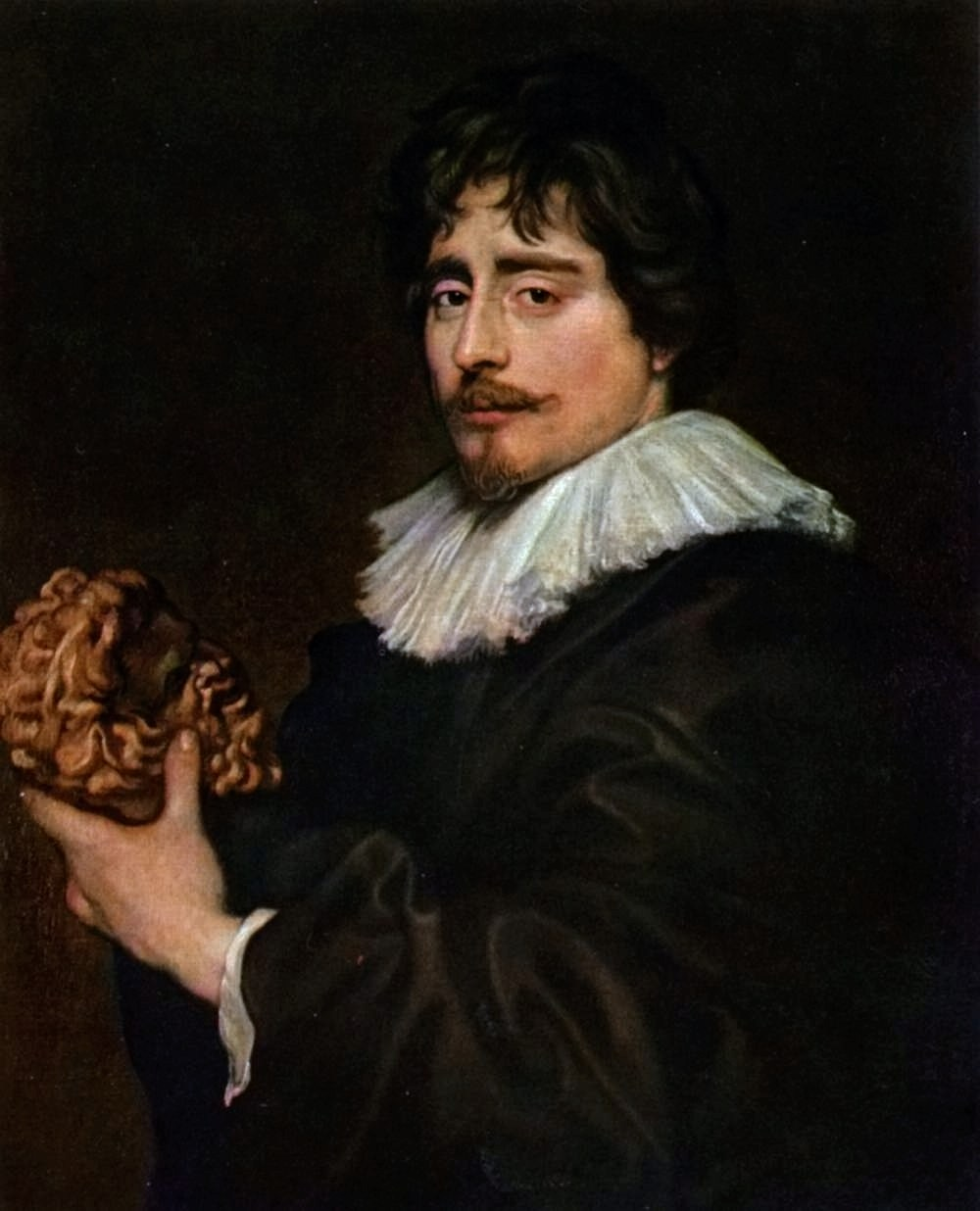
Traditioneel Portret van Frans Duquesnoy, toegeschreven aan Antoon van Dyck, Koninklijke Musea voor Schone Kunsten van België te Brussel

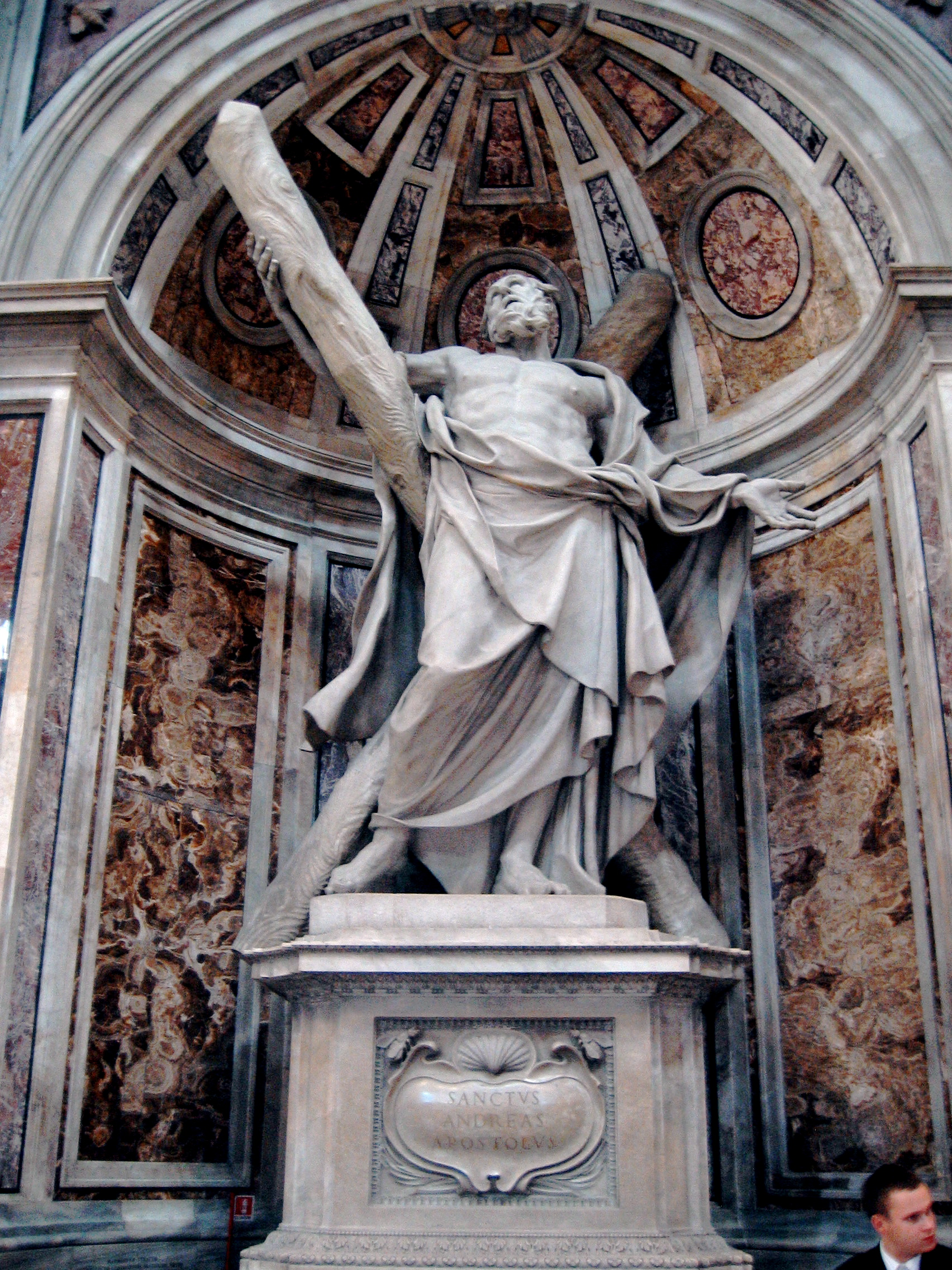
Sint Andreas

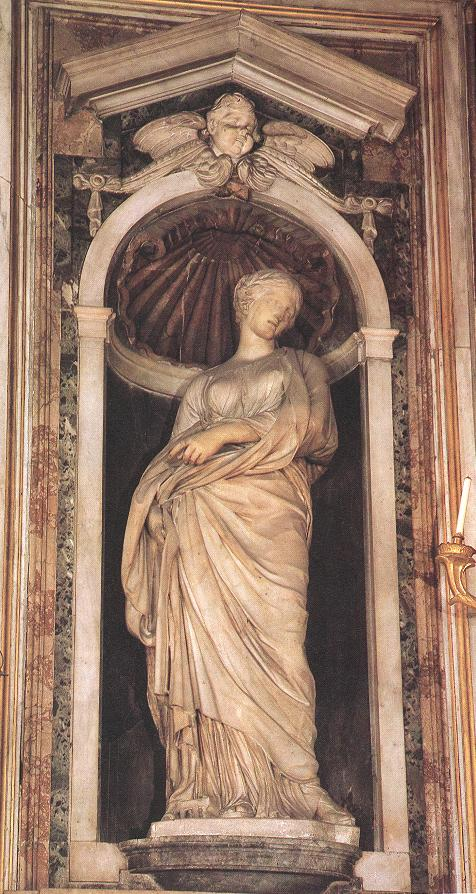
Sinte Suzanna

Frans (François) Duquesnoy ook wel Francesco Fiammingo genoemd in Italië (Brussel, 12 januari 1597 – Livorno, 12 juli 1643) was een vooraanstaand Zuid-Nederlands barokbeeldhouwer die een belangrijk deel van zijn loopbaan in Rome heeft doorgebracht. Zijn veeleer geïdealiseerde voorstellingen contrasteren met het emotionele werk van Bernini en zijn meer verwant aan het temperament van Algardi, een andere tijdgenoot.

## Vroege jaren
Als geboren Brusselaar werd naar Duquesnoy in Rome door de Italianen als Il Fiammingo verwezen en door de Fransen als François Flamand. Zijn vader, Hiëronymus Duquesnoy de Oudere, was beeldhouwer aan het hof van aartshertog Albrecht van Oostenrijk (1559-1621) en aartshertogin Isabella van Spanje, vorsten over de pseudo-onafhankelijke Zuidelijke Nederlanden, in die tijd vaak in hun geheel Vlaanderen genoemd. Van Duquesnoy de Oudere is ook het bekende Manneken Pis (1619), een openbare fontein in Brussel. Enkele vroege werken van Frans trokken de aandacht van de aartshertog, die hem de middelen ter beschikking stelde om in Rome zijn studies voort te zetten; hij bleef er de rest van zijn leven werken.
Toen hij in 1618 in Rome aankwam, bestudeerde hij volgens zijn vroegste biografen de antieke beeldhouwwerken tot in detail; hij klom zelfs over het ruiterstandbeeld van Marcus Aurelius om te kunnen achterhalen hoe het gegoten was. Hij maakte een pelgrimstocht naar het Dianaschrijn van het Nemimeer. In 1624 kwam Nicolas Poussin in Rome aan, een Franse kunstenaar met wie hij een ongeëmotioneerde classicerende stijl gemeen had; de twee kunstenaars deelden dezelfde woning. Beiden hadden ze omgang met de omgeving van Cassiano dal Pozzo. Ze ontwikkelden een artistieke canon, bepaald door ideale expressieve figuren, die afstak tegen de theatrale barok van Bernini. Critici van die tijd, zoals Giovanni Pietro Bellori (Levens van de moderne schilders, beeldhouwers en bouwmeesters, 1672) prezen Duquesnoys kunst en vergeleken die met antieke Romeinse beeldhouwkunst. Bellori beweerde van zijn Santa Susanna dat hij "moderne beeldhouwers het voorbeeld had geschonken voor beelden van geklede figuren, waardoor hij meer dan louter de gelijke was geworden van de beste beeldhouwers uit de oudheid...." (geciteerd door Lingo 2002).
Onder Duquesnoys vroege werken treffen we halfverheven puttibeelden aan voor de Villa Doria Pamphili (nu in het Palazzo Spada in Rome). In weerwil van de tegenstelling die tijdgenoten in hun artistieke benadering meenden waar te nemen, werkte Duquesnoy met Bernini samen bij het ontwerp van, onder meer, de guirlandes schenkende engelen van het Baldakijn voor de Sint-Pietersbasiliek (werk in wording van 1624 tot 1633). De vier engelen zijn alle van de hand van Duquesnoy en gaven aanleiding tot nieuwe opdrachten.

## Het beeld vanSanta Susanna
Duquesnoys classicerende Sint-Suzanna (1629) beeldt de heilige op bescheiden en onthullende wijze uit onder de marmeren draperieën "in die mate dat het zuivere volume van de ledematen zichtbaar is" (Bellori). Dit is een van de vier beeldhouwwerken die maagdelijke martelaren uitbeelden, van de hand van verschillende beeldhouwers en bestemd voor de kerk van Santa Maria di Loreto tegenover het Forum Romanum van Trajanus (1630–33).
Critici hebben gewezen op het verfijnde oppervlak en de zachtheid en gladheid waarmee Duquesnoy zijn beeld had uitgevoerd. De lege blik van de heilige zou iets bovenzinnelijks uitstralen. Het beeld was weinig bekend tot de 18de eeuw, toen een marmeren kopie van Guillaume Coustou naar Parijs werd gestuurd (1739) en Duquesnoys Suzanna deel ging uitmaken van de toenmalige artistieke canon van meest geliefde moderne beeldhouwwerken.

## Het beeld vanSint-Andreasin de viering van de Sint-Pietersbasiliek
Aan het meer extraverte marmeren beeld dat Sint-Andreas (1629–33) voorstelt, was Duquesnoy enkele maanden na de voltooiing van de Sint-Bibiana begonnen. Het is een van de vier meer dan levensgrote beelden op de hoeken van de viering van de Sint-Pietersbasiliek; elk beeld staat voor een vereerd reliek dat toentertijd de paus en de basiliek toebehoorde. (De andere vier beelden zijn Bernini's Sint Longinus, Francesco Mochi's Sint Veronica, en Andrea Bolgi's Sint Helena). Er werd verteld dat Duquesnoy verbolgen was omdat Bernini probeerde te verkrijgen dat zijn Longinus in de enige hoek zou worden geplaatst waar het rechtstreeks daglicht kon ontvangen, waardoor het dramatischer zou overkomen. Het beeld van Andreas was er gekomen als eerbetoon aan het reliek van de schedel van de apostel; een relikwie waarvan wordt verondersteld dat de Byzantijnse keizer Thomas Paleologus het paus Pius II in 1461 schonk, maar dat onder paus Paulus VI eeuwen later naar Constantinopel werd teruggestuurd. Het is interessant de Andreas met de Longinus te vergelijken: de draperieën van de Andreas vallen verticaal of afhangend, terwijl Longinus’ kleren onwaarschijnlijk bol opwaaien. Andreas struikelt over zijn X-vormig martelaarskruis, terwijl de armen van Longinus op theatrale wijze, als voortbewogen door goddelijke interventie, uitwaaieren. De beide beeldhouwwerken accentueren de diagonalen, maar Duquesnoys beeld is meer terughoudend dan de beelden van zowel Bernini als Mochi.

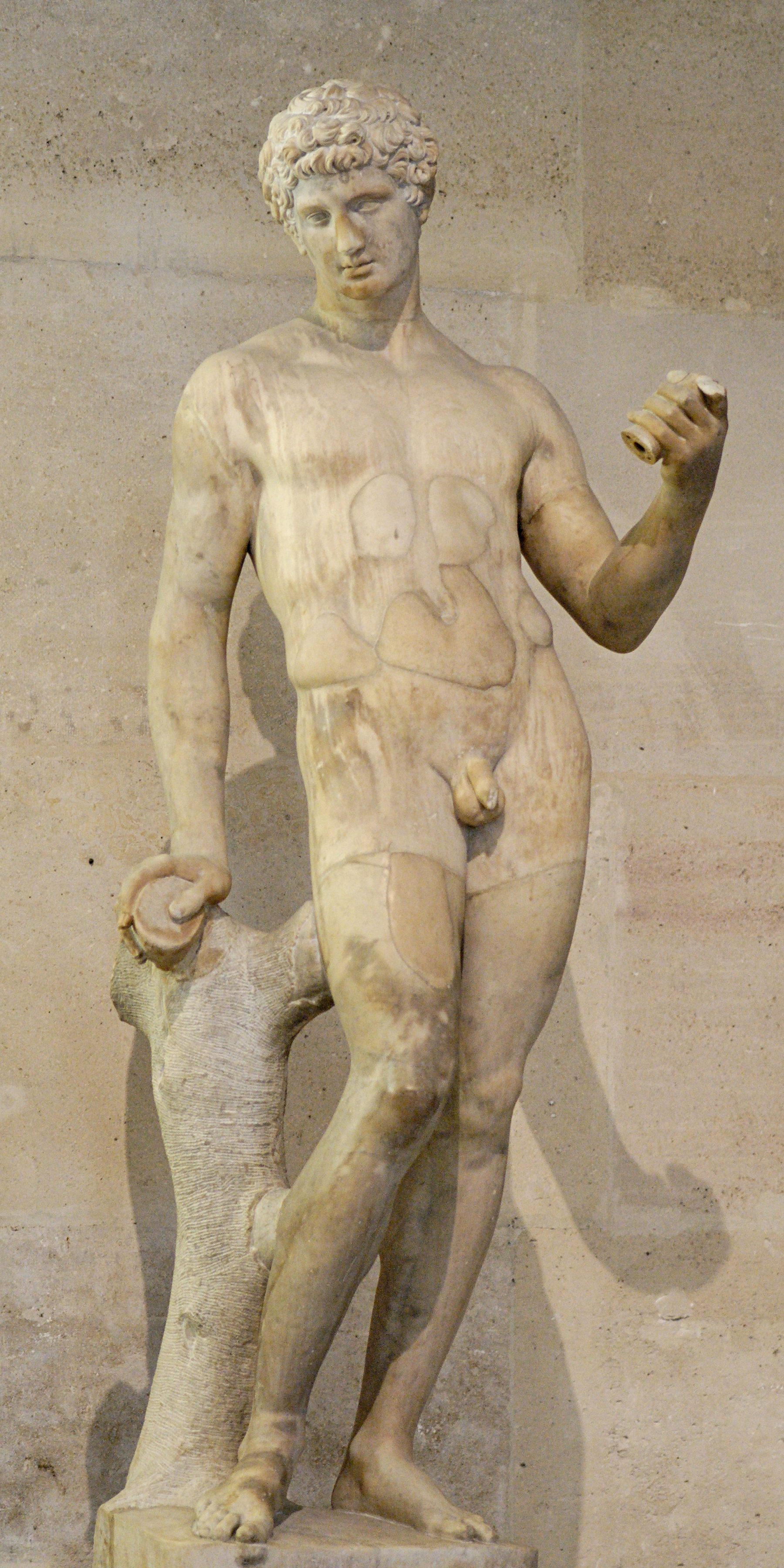
Adonis, een Romeinse torso die door Frans Duquesnoy gerestaureerd en aangevuld werd, (Louvremuseum, Parijs)

## Ander werk
Poussin bezorgde Duquesnoy een aanbeveling bij kardinaal Richelieu, die hem de betrekking van hofbeeldhouwer van Lodewijk XIII van Frankrijk aanbood en het voornemen had een koninklijke academie voor beeldhouwkunst in Parijs op te richten. Duquesnoy stond op het punt uit te varen vanuit Livorno, toen hij stierf; hij had jaren aan een stuk door jichtaanvallen gehad en periodes van duizeligheid — hij viel van een steiger toen hij de vergulde palmtak aan zijn Suzanna hechtte — en aanvallen van neerslachtigheid. Zijn broer Hiëronymus Duquesnoy de Jonge (1602 – 28 september 1654) — die later ter dood werd veroordeeld wegens sodomie (meer bepaald het verkrachten van twee jongens van 8 en 11 jaar oud) — erfde het onvoltooide werk dat in het atelier was achtergebleven, onder meer het borstbeeld van bisschop Triests grafmonument in Brussel (getekend door Hieronymus, nu in het Louvre).
Zoals andere beeldhouwers die in het 17de-eeuwse Rome werkten, werd Duquesnoy gevraagd om oudheidkundige voorwerpen vergaand te restaureren, want acefale standbeelden vonden toentertijd op de kunstmarkt geen liefhebbers. Van de Rondanini Faun (1625–30; nu in het British Museum) maakte Duquesnoy een torso die een uitgesproken barok, expansief gebaar vertoont, wat zijn tijdgenoten tevreden stelde maar op hevige kritiek kon rekenen van de neoclassicisten van het einde van de 18de eeuw. Duquesnoy vervolledigde een Romeinse Adonistorso die zijn weg vond naar de verzameling van kardinaal Mazarin en die nu in het Louvremuseum wordt bewaard.
Er zijn bronzen borstbeelden van de Susanna in Wenen, Berlijn en Kopenhagen; fijn uitgewerkte kleinschalige bronzen met antieke onderwerpen, interessant voor verzamelaars, hielden het beeldhouwersatelier met zijn assistenten gaande. Een Mercurius en Cupido maakt nu deel uit van de verzamelingen van het Louvre en een sierlijke Bacchus van die van het Hermitagemuseum. Een bronzen Mercurius werd besteld door de verzamelaar van oudheden, Vincenzo Giustiniani, als een tegenhanger van een Hellenistisch bronzen beeld van Hercules in diens verzameling, een compliment voor Duquesnoy en impliciet een erkenning van de gelijkwaardigheid van de "Antieken" en de "Modernen". Giustiniani bestelde bij Duquesnoy in 1622 een levensgrote Maagd met het kind, op een ogenblik waarop de beeldhouwer onder druk stond om zijn Andreas af te werken, dit ten gevolge van de onderbreking van betalingen te wijten aan een intrige (waarin kennelijk schilder Joachim von Sandrart een rol speelde). Duquesnoys terracotta-modelli droegen wellicht sterker het stempel van de spontane hand van de beeldhouwer en werden door andere beeldhouwers derhalve bijzonder hoog ingeschat, voor zover ze zich de aanschaf ervan konden veroorloven. De hofbeeldhouwer van Lodewijk XIV, François Girardon, bezat een groot aantal van zijn terracottabeeldjes, die nog worden vermeld in de inventaris die van Girardons verzameling na zijn dood in 1715 (Lingo) wordt opgesteld.
Zijn karakteristieke putti, plomp, met zorgvuldig geobserveerde kinderhoofdjes, droegen bij tot de creatie van het conventionele type, bekend uit de schilderijen van Rubens: overigens schreef Rubens Duquesnoy in 1640 een dankbrief omdat die hem afgietsels had gestuurd van de putti voor het epitaaf van Ferdinand van den Eynden in de Santa Maria dell'Anima in Rome (Lingo),
Vlaams palmhouten of ivoren beeldsnijwerk, in het bijzonder met taferelen die putti voorstellen, wordt vaak omschreven als "in de stijl van ...", hoewel Duquesnoy nooit Rome verliet.
Behalve zijn broer, die hem in zijn atelier bijstond, was de voornaamste medewerker en leerling Artus Quellinus de Oude, die de classicerende barokstijl van Duquesnoys kring, een informele academie die la gran maniera greca (Lingo) werd genoemd, naar Amsterdam bracht toen hij van Rome terugkeerde. Ook Rombout Pauwels exporteerde de stijl van Duquesnoy naar de Nederlanden. In Rome schreef Duquesnoys leerling Orfeo Boselli de Osservazioni della scoltura antica in de jaren 1650; zijn waarnemingen weerspiegelen de kennersblik over de subtiele omtrekken van superieure Griekse beelden waaraan boven Romeins werk de voorkeur werd gegeven, die in Duquesnoys kringen was ontwikkeld en die instructief zouden blijken voor de gevoeligheid van Winckelmann en het neoclassicisme.